# Metanapis
Metanapis là một chi nhện trong họ Anapidae.